# 墨西哥连接航空

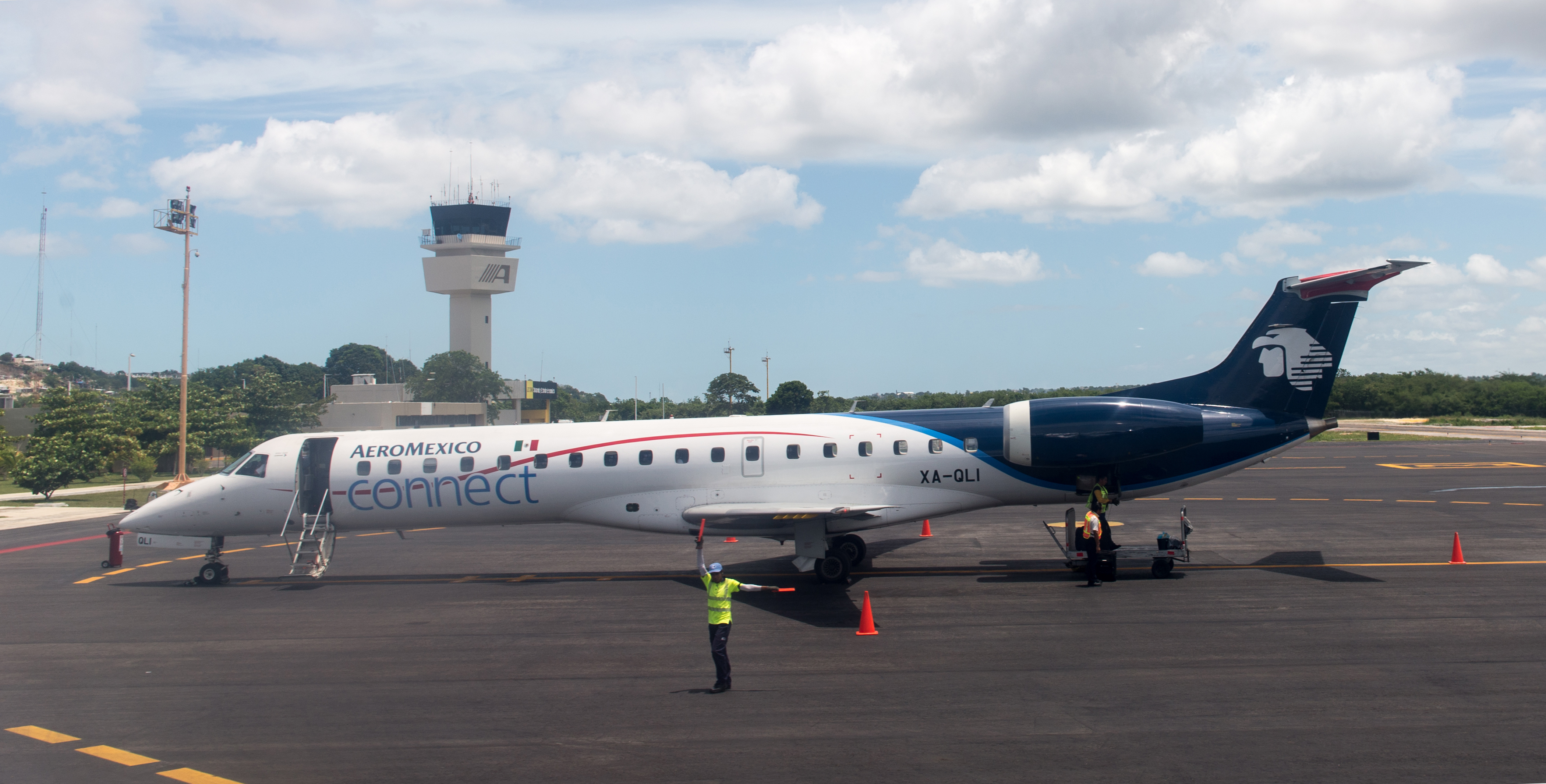
Embraer ERJ-145LU in Campeche, Mexico

墨西哥连接航空（西班牙語：Aeroméxico Connect），成立之初名为“海岸线航空”（西班牙語：Aerolitoral），是一家墨西哥的地区航空公司，母公司是墨西哥航空，基地位于新莱昂州蒙特雷和墨西哥城，不过总部仅设在蒙特雷。该航空公司提供通往墨西哥国际航空枢纽航点的接驳服务（feeder services）使用四位航班号。墨西哥国际连接航空被认为是墨西哥最大和最为重要的区域航空，提供平均每天超过300条通往42个国内航点、10个美国航点和3个中美洲航点的客运班线。
墨西哥连接航空同其母公司墨西哥航空一样，是天合联盟成员。